# Північний експрес (поїзд)
«Півнíчний експрéс» — скасований нічний швидкий фірмовий поїзд 2-го класу Південної залізниці № 127/128—129/130 сполученням Суми — Зернове / Шостка. Протяжність маршруту складала 261 км до станції Зернове та 210 км до станції Шостка.
На даний поїзд була можливість придбати електронний квиток.

## Історія
З 26 травня 2016 року було відновлено пасажирське сполучення північно-західної Сумщини з обласним центром тричі на тиждень (по вівторках, п'ятницях та неділях).
З 26 травня 2016 року по 10 червня 2017 року курсував по понеділках, середах, четвергах та суботах за маршрутом Суми — Новгород-Сіверський і зупинявся на станціях Білопілля, Ворожба, Путивль, Конотоп, Кролевець, Терещенська, Шостка. Щовівторка, щоп'ятниці, щонеділі за маршрутом Суми — Зернове (місто Середина-Буда) і зупинявся на станціях Білопілля, Ворожба, Путивль, Конотоп, Кролевець, Терещенська, Янпіль, Івотка, Хутір-Михайлівський.
До 10 грудня 2016 року курсував під № 427/428. З 11 грудня 2016 року змінена нумерація поїзда на № 327/328—329/330. З 11 червня 2017 року поїзд № 327/328 курсував до станції Зернове щовівторка, щоп'ятниці, щонеділі, з 12 червня 2017 року поїзду № 329/330 скорочено маршрут руху до станції Шостка по понеділках, середах, четвергах та суботах.
З 10 грудня 2018 року змінена нумерація поїзда на № 127/128—129/130.
З 17 березня 2020 року поїзд був скасований через пандемію COVID-19, рух досі не відновлено.
| Розклад руху поїзда № 327/328—329/330 (до 10 червня 2017 року) | Розклад руху поїзда № 327/328—329/330 (до 10 червня 2017 року) | Розклад руху поїзда № 327/328—329/330 (до 10 червня 2017 року) | Розклад руху поїзда № 327/328—329/330 (до 10 червня 2017 року) | Розклад руху поїзда № 327/328—329/330 (до 10 червня 2017 року) |
| Час прибуття                                                   | Час відправлення                                               | Станція                                                        | Час прибуття                                                   | Час відправлення                                               |
| -------------------------------------------------------------- | -------------------------------------------------------------- | -------------------------------------------------------------- | -------------------------------------------------------------- | -------------------------------------------------------------- |
| —                                                              | 15:42                                                          | Суми                                                           | 04:10                                                          | —                                                              |
| 21:16                                                          | —                                                              | Зернове                                                        | —                                                              | 22:12                                                          |
| 21:25                                                          | —                                                              | Новгород-Сіверський                                            | —                                                              | 22:05                                                          |

## Інформація про курсування
Поїзд курсував цілий рік, через день, за маршрутом Суми — Зернове — по парних числах, за маршрутом Суми — Шостка — по непарних числах.
| Розклад руху поїзда № 127/128—129/130 (з 27 жовтня 2019 по 18 березня 2020 року) | Розклад руху поїзда № 127/128—129/130 (з 27 жовтня 2019 по 18 березня 2020 року) | Розклад руху поїзда № 127/128—129/130 (з 27 жовтня 2019 по 18 березня 2020 року) | Розклад руху поїзда № 127/128—129/130 (з 27 жовтня 2019 по 18 березня 2020 року) | Розклад руху поїзда № 127/128—129/130 (з 27 жовтня 2019 по 18 березня 2020 року) |
| Час прибуття                                                                     | Час відправлення                                                                 | Станція                                                                          | Час прибуття                                                                     | Час відправлення                                                                 |
| -------------------------------------------------------------------------------- | -------------------------------------------------------------------------------- | -------------------------------------------------------------------------------- | -------------------------------------------------------------------------------- | -------------------------------------------------------------------------------- |
| —                                                                                | 17:24                                                                            | Суми                                                                             | 04:08                                                                            | —                                                                                |
| 22:27                                                                            | —                                                                                | Зернове                                                                          | —                                                                                | 23:07                                                                            |
| 21:36                                                                            | —                                                                                | Шостка                                                                           | —                                                                                | 23:53                                                                            |

Актуальний розклад руху вказано у розділі «Розклад руху призначених поїздів» на офіційному вебсайті «Укрзалізниці».

## Склад поїзда
В обігу були два склади формування ПКВЧ-6 «Суми» регіональної філії «Південна залізниця».
Нумерація вагонів при відправленні  із Сум, Зернового, Шостки — від локомотива поїзда.
Зазвичай поїзду встановлена схема з двох вагонів:
- 1 купейний[3]
- 1 плацкартний[4].

Станція зміни напрямку руху — Конотоп.
Склад поїзда відрізнявся від наведеної в залежності від сезону (зима, літо). Актуальна схема на конкретну дату будь-який поїзд прежставлена в розділі «Онлайн-резервування та придбання квитків» на офіційному вебсайті «Укрзалізниці».